# LAST TOUR FINAL at TOKYO DOME
『LAST TOUR FINAL at TOKYO DOME 2010/11/27』（ラストツアーファイナル アット トウキョウドーム）は、UVERworldの5枚目のライブDVDである。2011年7月6日にgr8!records (SME)より発売された。

## 概要
2010年11月27日に行われた自身初となる東京ドームワンマンライブの模様を収録。DVD2枚組および、ライブ映像作品において1公演すべてのセットリスト収録はいずれも初。本作の発売日は、バンドのメジャーデビュー日でもある。50分に及ぶバックステージドキュメントも収録された。初回生産限定盤のみ、福岡DRUM LOGOS（12月16日）でのライブ映像が収録されている。
オリコンDVD総合週間ランキングにて初登場1位を獲得。これまでの初動最高だった『UVERworld 2008 Premium LIVE at 日本武道館』の2.8万枚を上回る3.3万枚を記録、自身の最高初動売上を更新した。前作『UVERworld Video Complete -act.1- first 5 years』より2作連続、通算3作目のDVD総合1位を獲得。UVERworldの既発DVDでは最高売上を記録している。
2011年12月7日、UVERworld初となるBlu-ray Disc版が発売（『UVERworld 2008 Premium LIVE at 日本武道館』Blu-ray版と同時発売）。こちらにはDVD版未収録の「core abilities」がフルバージョンで収められた。
キャッチコピーは、『「夢の一夜を覗く。」』

## 収録内容

### DVD
[ Disc - 1 ]
LAST TOUR FINAL at TOKYO DOME 2010/11/27
全編曲：UVERworld & 平出悟
1. OPENING
2. NO.1
  - 作詞：TAKUYA∞、作曲：UVERworld

17thシングル。本公演のために制作された楽曲[1]。
3. D-tecnoLife
  - 作詞・作曲：TAKUYA∞

1stシングル。間奏・サビには「D-tecnoRize」（1stベスト・アルバム『Neo SOUND BEST』収録）同様、SEIKAによるサックスが導入された。
4. 激動
  - 作詞・作曲：TAKUYA∞

10thシングル。
5. Burst
  - 作詞：TAKUYA∞, Alice ice、作曲：TAKUYA∞

1stスタジオ・アルバム『Timeless』収録。
6. 儚くも永久のカナシ
  - 作詞：TAKUYA∞, 作曲：TAKUYA∞、克哉

12thシングル。
7. バーレル
  - 作詞・作曲：TAKUYA∞

5thスタジオ・アルバム『LAST』収録。
8. the truth
  - 作詞：TAKUYA∞, 作曲：TAKUYA∞、彰

13thシングル「GO-ON」のカップリング曲。
9. YURA YURA
  - 作詞：TAKUYA∞, 作曲：TAKUYA∞、彰

4thスタジオ・アルバム『AwakEVE』収録曲。本公演ではショートバージョン。
10. クオリア
  - 作詞：TAKUYA∞、作曲：UVERworld

16thシングル。
11. 君の好きなうた
  - 作詞・作曲：TAKUYA∞

6thシングル。アコースティックバージョン。
12. 真太郎 solo
真太郎によるMCの後に披露された。次曲「over the stoic」までそのまま繋がっている。
13. over the stoic
  - 作詞：TAKUYA∞、作曲：UVERworld

11thシングル「恋いしくて」のカップリング曲。同曲には、「51%」（2ndスタジオ・アルバム『BUGRIGHT』収録）のラップを取り入れている。
14. 若さ故エンテレケイア
  - 作詞・作曲：TAKUYA∞

16thシングル「クオリア」のカップリング曲。かつては本公演で披露したのみのレアな楽曲だったが、2023年3月8日の彰生誕祭にて約13年ぶりに演奏された。
15. GO-ON
  - 作詞：TAKUYA∞, 作曲：TAKUYA∞、彰

13thシングル。
16. SHAMROCK
  - 作詞・作曲：TAKUYA∞ 

5thシングル。
17. just Melody
  - 作詞：TAKUYA∞, Alice ice、作曲：TAKUYA∞, 彰

3rdシングル。
18. 99/100騙しの哲
  - 作詞・作曲：TAKUYA∞

4thアルバム『AwakEVE』収録。ショートバージョン。
19. UNKNOWN ORCHESTRA
  - 作詞・作曲：TAKUYA∞

7thシングル「endscape」のカップリング曲。
20. 神集め
  - 作詞・作曲：TAKUYA∞

3rdアルバム『PROGLUTION』収録。ショートバージョン。
21. energy
  - 作詞・作曲：TAKUYA∞

9thシングル「浮世CROSSING」収録。
22. 6つの風
  - 作詞：TAKUYA∞、作曲：UVERworld

17thシングル「NO.1」のカップリング曲。ライブでは”本邦初公開”として紹介されたが、本作発売時点ではすでに音源化されていた。

[ Disc - 2 ]
LAST TOUR FINAL at TOKYO DOME 2010/11/27
全作詞：TAKUYA∞ / 全編曲：UVERworld & 平出悟
1. CHANCE!
  - 作曲：TAKUYA∞

2ndシングル。
2. スパルタ
  - 作曲：TAKUYA∞

5thスタジオ・アルバム『LAST』収録。
3. GOLD
  - 作曲：TAKUYA∞、彰

15thシングル。
4. Roots
  - 作曲：TAKUYA∞、彰

3rdスタジオ・アルバム『PROGLUTION』収録。
5. DISCORD
  - 作曲：TAKUYA∞

2ndスタジオ・アルバム『BUGRIGHT』収録曲。「DISCORD〜your voices mix〜」（9thシングル「浮世CROSSING」のカップリング曲）を組み合わせた構成になっている。
6. ENDING
  - 作曲：UVERworld

ファンの要望により、のちに音源化された18thシングル「MONDO PIECE」。メンバーは演奏せずドームのモニターにて、過去の画像と共にエンドロールのBGMとして使用された。この時点で曲名は明かされていない。その後「3piece」と判明し「MONDO PIECE」へと変更された。

Special
1. Backstage invitation
本公演に向けてのスタジオでの練習風景、幕張メッセでのリハーサル、メンバーのインタビューなどを収録。

## 初回生産限定盤
DVD
福岡DRUM LOGOS 2010/12/16
全作詞：TAKUYA∞ / 全編曲：UVERworld & 平出悟
1. 撃破
  - 作曲：TAKUYA∞、彰

14thシングル「哀しみはきっと」のカップリング曲。
2. NO.1
3. 6つの風
4. クオリア
5. 心とココロ
  - 作曲：UVERworld

歌詞の大部分をTAKUYA∞が失念し、2番が終わった時点で映像がとぎれる。画面が切り替わり、TAKUYA∞による謝罪MCが映された。「もしこれがDVDになったら俺は涙を流すだろう」と発言も収録されている。
6. 君の好きなうた
本来セットリストに入っていない楽曲。歌詞を失念したお詫びとして演奏された。だが、この曲でも歌詞の一部が間違っている。
7. DISCORD
8. WANNA be BRILLIANT
  - 作曲：TAKUYA∞